# 阿尔弗雷多·德拉吉拉
阿尔弗雷多·德拉吉拉（西班牙語：Alfredo del Águila，1935年1月3日—2018年7月26日），墨西哥男子足球运动员，司职前锋。他曾代表墨西哥国家队参加1962年国际足联世界杯，结果队伍止步小组赛阶段。